# Buteo lineatus
El busardo hombrorrojo (Buteo lineatus) es una especie de ave accipitriforme de la familia Accipitridae norteamericana presente en México, Estados Unidos y Canadá.

## Subespecies
Se conocen cinco subespecies de Buteo lineatus:
- Buteo lineatus lineatus - este de Norteamérica, del sur de Canadá hasta el centro de Estados Unidos.
- Buteo lineatus extimus - Florida y cayos de Florida.
- Buteo lineatus texanus - de sur de Texas.
- Buteo lineatus alleni - del sur-centro de Texas a Carolina del Sur y norte de Florida.
- Buteo lineatus elegans - del sur de Oregón al norte de Baja California.